# Base navale d'Ingleside
Naval Station Ingleside
La Base navale d'Ingleside (en anglais : Naval Station Ingleside est une ancienne base navale de l'US Navy située à Ingleside, au Texas.
Elle était sur la rive nord de la baie de Corpus Christi, au nord-est de la ville de Corpus Christi. La base est à environ 150 milles au sud de San Antonio et à environ 200 milles au sud de Houston. La base navale était située à côté du chenal maritime de Corpus Christi, qui relie le port de Corpus Christi au golfe du Mexique. Ingleside était l'une des trois installations du sud du Texas qui composent la région navale sud.

## Historique
La base navale d'Ingleside a été créée par la National Defense Authorization Actpour l'exercice 1987, parrainée par le sénateur Barry Goldwater. L'inauguration des travaux a eu lieu le 20 février 1988 et le 9 avril 1990, l'artère principale permettant l'accès à la gare, a pris le nom de boulevard Hayden W. Head. La base a été achevée à la livraison du bâtiment de son siège le 14 décembre 1990.

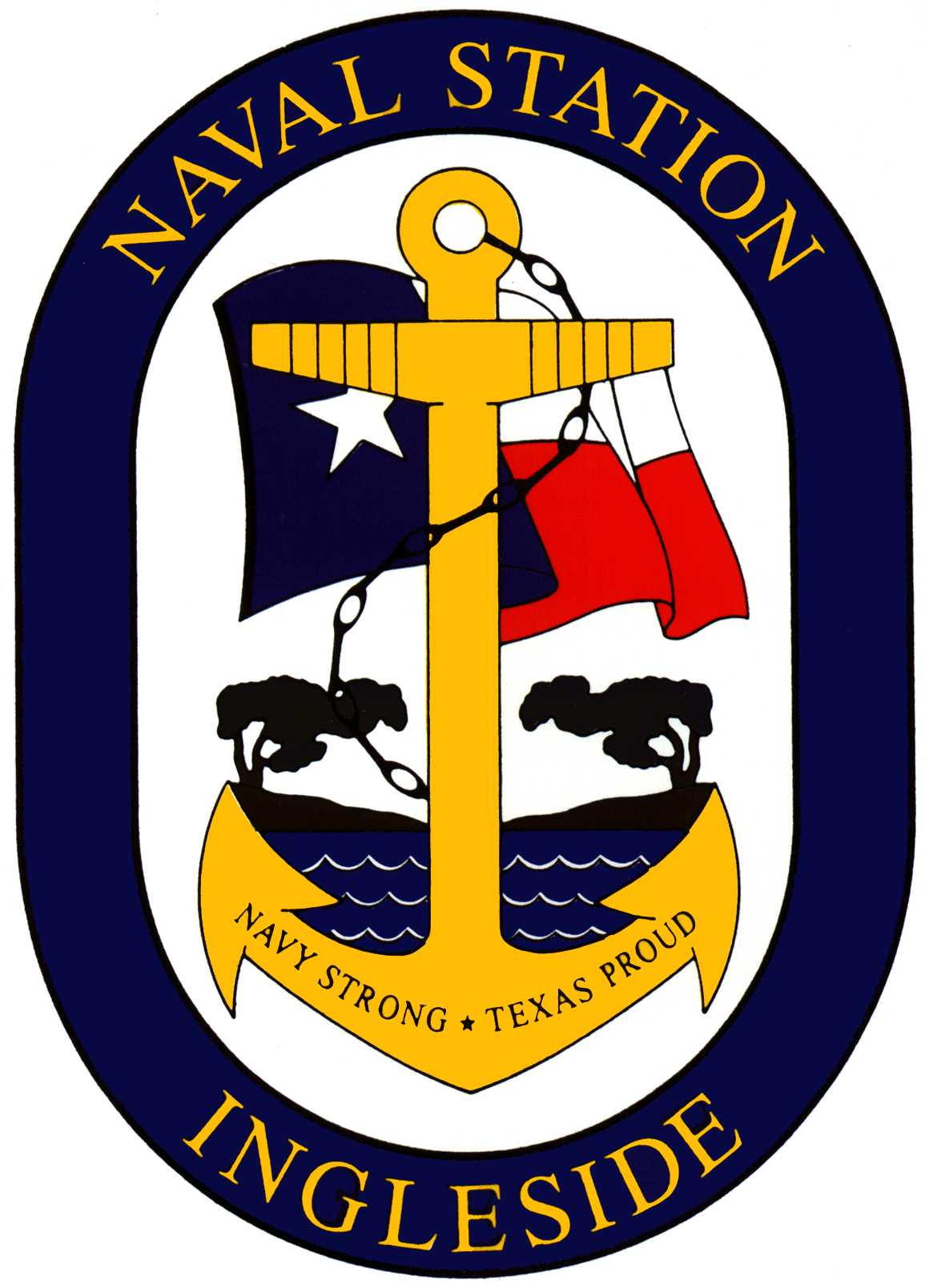
Insigne NS Ingleside

L'USS Scout est devenu le premier navire basé à Ingleside le 25 juin 1992, et la station est devenue opérationnelle le 6 juillet 1992, lors de la même cérémonie qui a marqué le premier changement de commandement de la Station.
La base navale d'Ingleside a été construite, à l'origine, pour accueillir un groupe aéronaval tactique, avec une jetée massive de 335 m, un espace d'accostage supplémentaire fourni le long de deux murs de quai et un système d'amarrage par gros temps conçu pour résister aux ouragans de catégorie 2. Ce groupement tactique devait initialement comprendre le porte-avions d'entraînement USS Lexington (CV-16), le cuirassé USS Wisconsin (BB-64) et leur groupe d'action de surface, mais des changements dans la structure des forces de la marine ont entraîné le déclassement de ces navires.
En 1991, le secrétaire à la Marine Henry L. Garrett III (en) a décidé de faire d'Ingleside le port d'attache de la Force de guerre des mines de la Marine, composée de chasseurs de mines de classe Avenger, de chasseurs de mines côtiers de classe Osprey et du navire de commandement et de contrôle USS Inchon (MCS-12).

## Fermeture
Le 24 août 2005, la Base Realignment and Closure de 2005 a voté la fermeture de la base navale d'Ingleside. Le 9 septembre 2009, l'USS Sentry MCM-3 était le dernier des dragueurs de mines d'Ingleside à rejoindre  leur nouveau port d'attache de la base navale de San Diego, ne laissant aucun navire à la base d'Ingleside.
Le 3 mars 2010, le dernier marin déployé à l'étranger depuis Ingleside est revenu du Koweït. La base a officiellement fermé ses portes le 30 avril 2010. La marine a rendu la propriété au port de Corpus Christi. Le port de Corpus Christi a vendu la jetée à Flint Hills Resources pour 8,5 millions de dollars et le reste de la station à une filiale d'Occidental Petroleum en deux lots pour 82,1 millions de dollars et 7 millions de dollars.